# Elaeodendron laneanum
Elaeodendron laneanum är en benvedsväxtart som beskrevs av A. H. Moore. Elaeodendron laneanum ingår i släktet Elaeodendron och familjen Celastraceae. Inga underarter finns listade.